# Нью-Инн (Лиишь)
Нью-Инн (англ. New Inn; ирл. An Cnoc Breac / An Dromainn) — деревня в Ирландии, находится в графстве Лиишь (провинция Ленстер) рядом с региональной трассой R445 у трассы M7.